# Sojourner Truth
Sojourner Truth, geboren als Isabella Baumfree (Swartekill (Ulster County, New York), ca. 1797 – Battle Creek (Michigan), 26 november 1883) was een Amerikaanse burgerrechtenactiviste. Zij werd geboren in slavernij en werd na haar ontsnapping bekend door haar strijd voor de rechten van de vrouw en voor afschaffing van slavernij. Haar bekendste toespraak, gekend onder de naam Ain't I a Woman?, hield ze in 1851 tijdens de "Ohio Women's Rights Convention" in Akron, Ohio.

## Slavernij

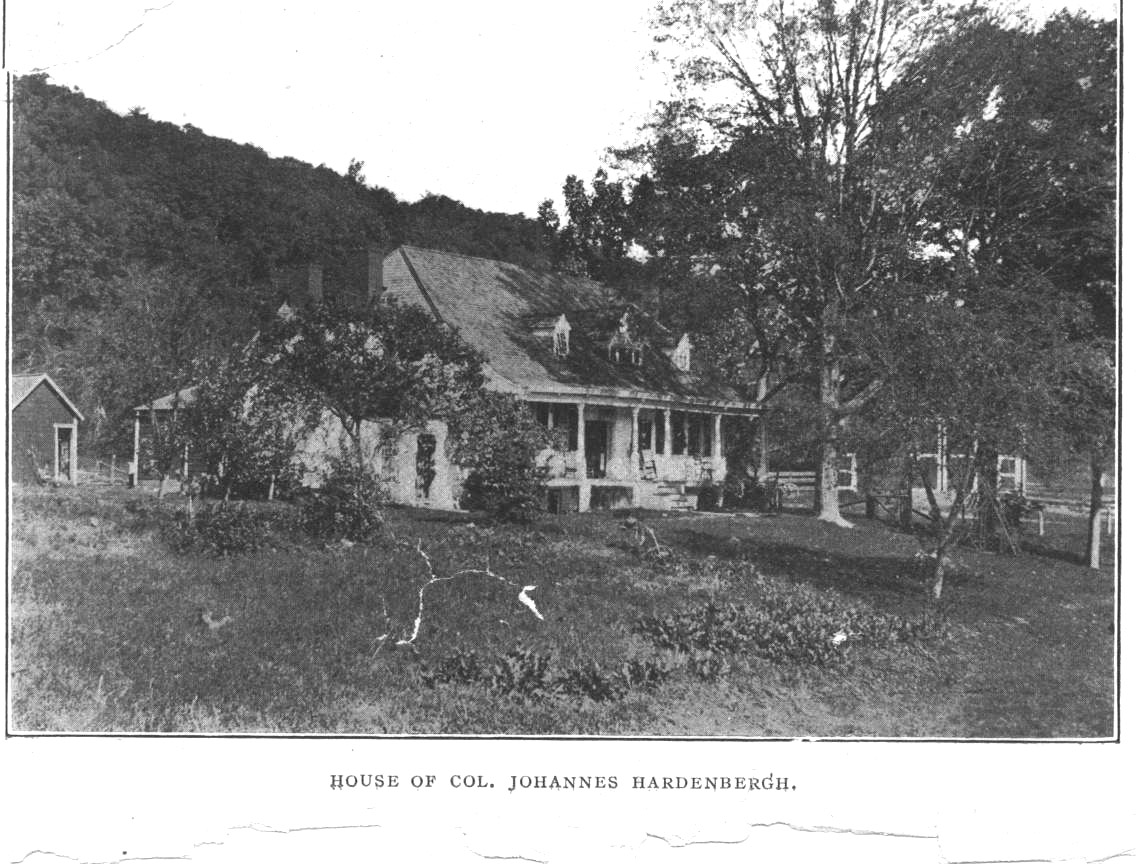
Huis van kolonel Hardenbergh, begin 20e eeuw

Sojourner Truth werd rond 1797 als Isabella Baumfree geboren op het landgoed Hardenbergh in Swartekill, een Nederlandse nederzetting in Ulster County, in de Amerikaanse staat New York. Zij was een van de 13 kinderen van James en Elizabeth Baumfree (ook wel gespeld als "Bomefree"), beiden slaven van kolonel Johannes Hardenbergh. Ze sprak enkel Nederlands, tot ze in 1806 werd verkocht. Hoewel ze later Engels leerde spreken, behield ze heel haar leven een Nederlands accent. Na de dood van Johannes Hardenbergh werd de familie Baumfree eigendom van diens zoon Charles Hardenbergh.
Truth werd voor het eerst verkocht in 1806, toen ze ongeveer 9 jaar oud was. John Neely, haar nieuwe eigenaar, woonde in Kingston en kocht haar voor 100 dollar, samen met een aantal schapen. Ze zou Neely later beschrijven als wreed en hardhandig. Neely's familie sprak alleen Engels, en hoewel Truth de taal snel leerde, werd ze met regelmaat geslagen voor de misverstanden die door het taalprobleem ontstonden. Het was in deze tijd dat ze zich tot religie begon te wenden. Twee jaar later, in 1808, verkocht Neely haar voor 105 dollar aan Martinus Schryver uit Kingston, die eigenaar was van een taverne. Anderhalf jaar later verkocht die haar voor 175 dollar weer door aan John Dumont uit New Paltz in New York. Hoewel Dumont zelf haar gunstig gezind was, behandelde diens vrouw de jonge Sojourner slecht. In haar latere biografie noemde Truth haar wreed, maar liet ze een beschrijving van de wreedheden achterwege.
In 1817 werd Truth gedwongen te trouwen met een oudere slaaf met de naam Thomas. Met hem kreeg ze vijf kinderen: Diana, Elizabeth, Hannah, Peter en Sophia.

## Vlucht uit slavernij
Dumont had Truth beloofd dat als ze "het goed zou doen en trouw zou zijn", hij haar een jaar voor de formele afschaffing van de slavernij in New York (die in 1827 van kracht zou worden) vrij zou laten. Hij kwam echter op die belofte terug, naar eigen zeggen omdat een blessure aan haar hand Truth minder productief had gemaakt. Truth, die furieus was over dat in haar ogen onrechtvaardige besluit, besloot 100 pond wol te spinnen als voldoening van haar verplichtingen en vervolgens te vluchten. Tegen het einde van 1826 vertrok ze vroeg op een ochtend met haar jongste dochter Sophia.
Ze bereikte het huis van Isaac en Maria Van Wagenen, een quakerfamilie. Toen Dumont het huis van de familie bereikte en haar terugkeer eiste, betaalde Isaac Van Wagenen hem 20 dollar, als vergoeding voor haar diensten tot de formele afschaffing van slavernij een feit zou zijn. Truth verbleef bij de Van Wagenens tot die nieuwe wetgeving van kracht was, en wist met hulp van quakeractivisten en na maanden procederen haar achtjarige zoon Peter, die door Dumont illegaal was verkocht aan een eigenaar in Alabama, terug te winnen. Ze werd in die tijd bovendien een toegewijd christen.
In 1829 verhuisde Truth naar New York, waar ze als huishoudster werkte voor Elija Pierson, een christelijke prediker. Later werkte ze, eveneens als huishoudster, voor Robert Matthews. Toen Pierson stierf, werden Truth en Matthews ervan beschuldigd hem opgelicht en vergiftigd te hebben. Ze werden daarvan echter vrijgesproken en Matthews verliet de regio om zich in het westen te vestigen.

## Naamsverandering en missie

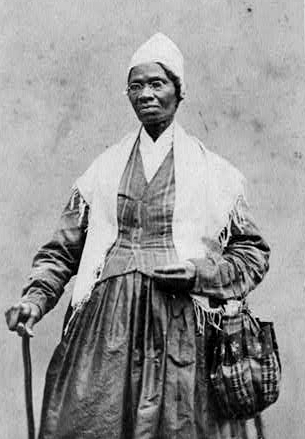
Sojourner Truth, circa 1864

Op 1 juni 1843 veranderde Truth (toen nog Isabella Baumfree) haar naam officieel in Sojourner Truth. Ze vertelde haar vrienden en bekenden dat "de Geest haar riep" en ze op weg moest gaan, en dat deed ze dan ook. Ze reisde en predikte over de afschaffing van slavernij. In 1844 werd ze lid van de "Association of Education and Industry" in Massachusetts, een organisatie die zich sterk maakte voor het abolitionisme, religieuze tolerantie, vrouwenrechten en pacifisme. Nadat die groep zichzelf in 1846 ophief, werkte ze voor George Benson, ook een quaker. Ze begon haar memoires te dicteren aan haar vriendin Olive Gilbert. In 1850 werden die onder de titel The Narrative of Sojourner Truth: A Northern Slave gepubliceerd door William Lloyd Garrison, ook een voormalig lid van de Association of Education and Industry. Nog datzelfde jaar kocht Truth een huis in Northampton. Al in het daaropvolgende jaar vertrok ze echter weer uit Northampton, om zich bij de abolitionist en spreker George Thompson te voegen.

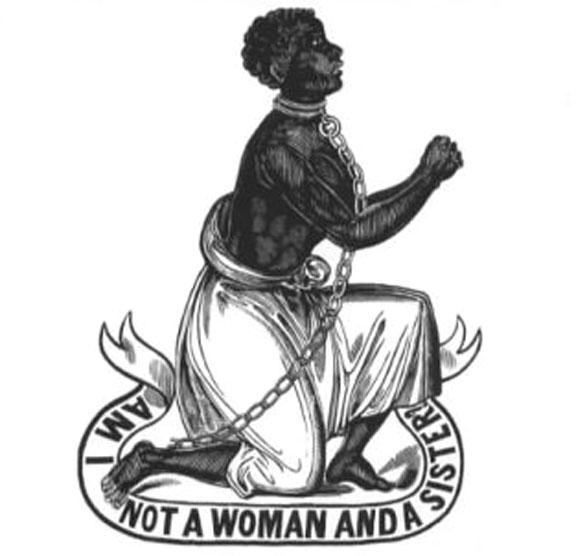
Am i not a woman and a sister, een strijdkreet van de abolitionisten

In mei 1851 hield ze op de "Ohio Women's Rights Convention" in Akron (Ohio) haar bekendste toespraak. Die werd bekend onder de naam Ain't I a woman?. Dat motto was afkomstig van een bekend plaatje uit de strijd van de abolitionisten: een tekening van een knielende slavin met het onderschrift "Am I Not a Woman and a Sister?". Ze was een van de eersten die een zo duidelijke relatie legde tussen de strijd voor emancipatie van de Afro-Amerikaanse bevolking en de strijd voor vrouwenrechten. Met de toespraak probeerde ze in het bijzonder ook blanke vrouwen bij haar bredere streven naar gelijkheid te betrekken.
Ze hield haar toespraak voor de vuist weg. In 1863 is een variatie op haar originele toespraak gepubliceerd. Deze variatie werd vastgelegd in een stereotiep zwart dialect, dat toen vaker werd gesproken in het Zuiden. Sojourner Truth heeft zelf in haar toespraak de kreet "Ain't I a Woman?" dus niet geslaakt.
In de daaropvolgende jaren sprak Sojourner Truth talloze bijeenkomsten toe. Tussen 1851 en 1853 werkte ze samen met Marius Robinson, die redacteur was van de Anti-Slavery Bugle in Ohio. Ze reisde in die periode door Ohio en gaf lezingen. In 1857 verkocht ze haar huis in Northampton en vestigde ze zich in Harmonia (Michigan), niet ver van Battle Creek. Tijdens de Amerikaanse Burgeroorlog rekruteerde ze Afro-Amerikaanse soldaten voor het leger van de Noordelijke staten. Vanaf 1864 werkte ze voor de National Freedman's Association in Washington D.C. en nog datzelfde jaar ontmoette ze president Abraham Lincoln. Ze bleef zich onverminderd inzetten voor vrouwenrechten, abolitionisme, maar ook voor hervormingen van het gevangeniswezen en afschaffing van de doodstraf. Ze voerde actie voor het verbreden van het kiesrecht en tegen de rassensegregatie in het openbaar vervoer. Ook pleitte ze (overigens zonder succes) voor staatsgiften aan voormalige slaven, in de vorm van onroerend goed.
In 1867 verhuisde ze van Harmonia naar Battle Creek. In het jaar daarop bezocht ze Amy Post en reisde vervolgens langs de oostkust van Amerika. Tijdens een bezoek aan Washington had ze een ontmoeting met president Ulysses S. Grant in het Witte Huis. In 1872 keerde ze terug naar Battle Creek en probeerde daar haar stem uit te brengen in de presidentsverkiezingen, maar werd geweigerd.
Truth overleed op 26 november 1883 in haar huis in Battle Creek. Ze werd begraven op Oak Hill Cemetery.